# دانيال غريفز (مغني)
دانيال غريفز هو مغني وكاتب أغاني كندي، ولد في 1 ديسمبر 1970.

## وصلات خارجية
- دانيال غريفز على موقع ميوزك برينز (الإنجليزية)
- دانيال غريفز على موقع ديسكوغز (الإنجليزية)